# Komisija za utvrđivanje ratnih i poratnih žrtava Republike Hrvatske
Komisija za utvrđivanje ratnih i poratnih žrtava je savjetodavno-stručno tijelo koje je osnovao Hrvatski državni sabor. Djelovala je od 1991. do 2002. godine. Osnovana je Zakonom o utvrđivanju ratnih i poratnih žrtava II. svjetskog rata (NN 053A/1991.). Prestala je djelovati Zakonom o prestanku važenja Zakona o utvrđivanju ratnih i poratnih žrtava II. svjetskog rata (NN 066/2002.). Tim zakonom od 28. svibnja 2002. postupci pokrenuti po odredbama Zakona o utvrđivanju ratnih i poratnih žrtava II. svjetskog rata obustavljaju se, a Hrvatski državni arhiv određuje se za nositelja evidentiranja i određivanja načina čuvanja građe prikupljene radom Komisije za utvrđivanje ratnih i poratnih žrtava II. svjetskog rata.
Razlog osnivanja ove komisije bio je među ostalim netočni i nedosljedni popisi ljudskih gubitaka Drugoga svjetskog rata, koje je sprovela Jugoslavija 1944. do 1946./1947., 1950. i 1964. godine. Nisu obuhvaćali stradale i žrtve koji su u Drugom svjetskom ratu izgubili život od Narodnooslobodilačke vojske i Partizanskih odreda Jugoslavije/Jugoslavenske armije ili snaga protuosovinske koalicije. Drugi razlog bio što su jugoslavenski popisi lažirali i ekstremno umnožavali ljudske gubitke Jugoslavije, i Hrvatske, u Drugom svjetskom ratu, osobito srpske žrtve u NDH i žrtve logora Jasenovac, radi izvlačenja što veće ratne odštete od Njemačke, i radi opterećivanja Hrvatske hipotekom genocidnog naroda i države. Jugoslavenski popisi nisu prikazivali poslijeratne hrvatske žrtve u jasenovačkom logoru, odnosno nakon što je isti prešao iz ruku NDH u titoističke ruke.
Prema Poslovniku, Komisija prikuplja podatke i dokazni materijal pomoću kojega utvrđuje ratne žrtve - osobe stradale u razdoblju od 6. travnja 1941. do 9. svibnja 1945. U ratne žrtve ubraja se vojnike ubijene u borbi, pogubljene vojnike, poginule, odnosno ubijene pripadnike paravojnih formacija policije, finance, oružnike i slično, poginule građane, vojne službenike i sve ostale poginule građane. U poratne žrtve ubraja osobe smrtno stradale nakon 9. svibnja 1945., a to su ubijeni ratni zarobljenici, ubijeni građani zarobljeni s pripadnicima vojnih formacija te ubijeni građani ili umrli od posljedica represije. U treću skupinu podataka koje je Komisija prikupljala su žrtve srpskog rata na Hrvatsku - osobe smrtno stradale nakon 17. kolovoza 1990. godine, zatim okolnosti i mjesta stradanja te podatci o počiniteljima ratnih zločina. Komisija se pored ostalog brinula o ostvarivanju suradnje s arhivima, muzejima, crkvenim institucijama, političkim organizacijama, poduzećima, državnim organima i drugim institucijama, organizacijama i tijelima koja raspolažu potrebnom dokumentacijom za zadaću Komisije, te o obnovi i održavanju grobova i grobišta žrtava iz članka 2. Zakona, te dostojnom obilježavanju i eventualnom prijenosu posmrtnih ostataka i dostojnom ukopu na drugom mjestu.
Prema Zakonu o Komisiji za utvrđivanje ratnih i poratnih žrtava, donesenom 8. listopada 1991., sve žrtve imaju isti tretman i žrtve se ne dijeli ni po kakvoj osnovi: nacionalnost, spol, vjerska ili vojna pripadnost.
Podatke o ljudskim gubitcima u Drugome svjetskom ratu i poraću Hrvatske i Bosne i Hercegovine prikupljala je od 1992. do 1999. godine. Popisujući stradale i žrtve ponajprije je posvetila pozornost Hrvatima i to najviše onima koje prethodni popisi ljudskih gubitaka Hrvatske i Bosne i Hercegovine u Drugome svjetskom ratu nisu iskazivali. Popisala je ukupno 261.415 stradalih i žrtava, od čega 153.700 osoba s područja Hrvatske i 99.228 s područja Bosne i Hercegovine. Prema prikupljenim podatcima, s područja Hrvatske kao pripadnici Oružanih snaga NDH život je izgubilo 31.855 osoba, kao pripadnici NOV i PO Hrvatske/Jugoslavije odnosno Jugoslavenske armije 38.732 osoba te kao civilno stanovništvo 38.000 osoba. Život je izgubilo 79.318 Hrvata s područja Hrvatske, vojnika i civilnog stanovništva. Na području Hrvatske, četnici odnosno Jugoslovenska vojska u Otadžbini odgovornisu za smrt 4.203 osobe, od čega 1.628 civilnih osoba. Partizani odnosno pripadnici NOV i PO Hrvatske/Jugoslavije odnosno Jugoslavenske armije odgovorni su za smrt 37.881 osobe, od čega 7.404 civilne osobe.
Prvi predsjednik Komisije bio je Vice Vukojević.
Vice Vukojević je 2015. god. izjavio je Komisija za utvrđivanje ratnih i poratnih žrtava u svojem radu krenula od nalaza Zemaljske komisije SRH koja je od odmah nakon II. svjetskog rata počela sačinjavati popise žrava, ali pazeći da se popisuju jedino  "žrtve 1narodnooslobodilačke borbe", a ne i žrtve - vojnike i civile - na protivnoj strani.  „Ideja Komisije za žrtve Drugog svjetskog rata i poraća bila je popisati sve žrtve u Hrvatskoj stradale tijekom II. svjetskog rata, ali i poslije završetka II. svjetskog rata, poći od podataka Zemaljske komisije – ne osporavati podatke Zemaljske komisije, nego dodatno popisati i one žrtve koje nisu ušle u popis Zemaljske komisije zbog ideološkog kriterija,“ objasnio je Vukojević, dodajući da je poslije "radi izazivanja ideoloških sukoba"  interpretirano kao da je komisija tvrdi da je u Hrvatskoj tijekom rata ubijen samo 331 Židov, umjesto da se shvati da su to nova 331 imena povrh onih koje je već utvrdila Zemaljska komisija 1945. i 1946.

## Vanjske poveznice
- Narodne novine 53/A Zakon o utvrđivanju ratnih i poratnih žrtava II. svjetskog rata
- Portal Hrvatskoga kulturnog vijeća IKA: Bogović: Komisija posjeduje popis na kojem je 260.000 osoba - U Hvaru predstavljen zbornik „Hrvatski mučenici i žrtve iz vremena komunističke vladavine", 15. prosinca 2013.
- Viktimologija.hr  Arhivirana inačica izvorne stranice od 6. rujna 2017. (Wayback Machine) Komisija za utvrđivanje ratnih i poratnih žrtava, Kolumne > Vice Vukojević > Biskup Bogović preuzeo na sebe veliku obvezu, 2. travnja 2013.
- Dnevno.hr  Arhivirana inačica izvorne stranice od 2. kolovoza 2014. (Wayback Machine) Vice Vukojević > Biskup Bogović preuzeo na sebe veliku obvezu, 2. travnja 2013.